# Leszek Engelking
Leszek Maria Engelking (Chorzów, 1955. február 2. – Pruszków, 2022. október 22.) lengyel író, költő, esszéista, kritikus, műfordító.
A Varsói Egyetemen szerzett diplomát 1979-ben. Doktori címét 2002-ben szerezte meg. 1984 és 1995 között a „Literatura na Świecie” (Literature in the World) – idegen nyelvű irodalommal foglalkozó lengyel folyóirat – szerkesztőségének tagja volt. 1997-1998-ig a Varsói Egyetem előadója és az olomouc-i F. Palacký Egyetem vendégprofesszora volt. Jelenleg a Łódż-i Egyetemen tanít.
1989-től a Lengyel Írószövetség (Stowarzyszenie Pisarzy Polskich), 2000-től a lengyel PEN-klub és 1994-től a Société Europeénne de Culture tagja.

## Művei
- Versek:
  - Autobus do hotelu Cytera (1979)
  - Haiku własne i cudze (1991)
  - Mistrzyni kaligrafii i inne wiersze (1994)
  - Dom piąty (1997)
  - I inne wiersze (2000)
  - Muzeum dzieciństwa (2011)
  - Komu kibicują umarli? (2013)
- Novellák:
  - Szczęście i inne prozy (2007)

## Külső hivatkozások
- Leszek Engelking életrajza a Łódż-i Egyetem honlapján (lengyel nyelven)